# Amer Delić
Amer Delić (* 30. Juni 1982 in Tuzla) ist ein ehemaliger bosnischer Tennisspieler, der lange Zeit für die Vereinigten Staaten angetreten ist. Er war bekannt für seinen starken Aufschlag.

## Karriere
1996 zog Delić mit seiner Familie aus seinem Heimatland nach Jacksonville, Florida, wo er die Samuel W. Wolfson High School besuchte. Anschließend besuchte er die University of Illinois at Urbana-Champaign, in deren Tennis-Team er College Tennis er spielte. 2003 siegte er bei den NCAA Championships im Einzel und im Teamwettbewerb.
Delić gewann zwei Turniere auf der niedriger dotierten ITF Future Tour. Darüber hinaus holte er sechs Challenger-Titel im Einzel und drei im Doppel zwischen 2003 und 2012. Sein bestes Grand-Slam-Resultat erreichte er bei den Australian Open 2009, als er nach Siegen über Taylor Dent und Paul-Henri Mathieu in die dritte Runde vorstieß. Dort unterlag er Novak Đoković in vier Sätzen (2:6, 6:4, 3:6, 6:7). Am 26. März 2007 besiegte er die damalige Nummer 4 der Tennisweltrangliste Nikolai Dawydenko in zwei Sätzen (7:6, 6:3) beim Masters-Turnier in Miami.
Von 2010 bis 2012 spielte Delić für die bosnisch-herzegowinische Davis-Cup-Mannschaft.

## Erfolge
| Legende (Anzahl der Siege)  |
| Grand Slam                  |
| ATP World Tour Finals       |
| ATP World Tour Masters 1000 |
| ATP World Tour 500          |
| ATP World Tour 250          |
| ATP Challenger Tour (9)     |

### Einzel

#### Turniersiege
| Nr. | Datum             | Turnier      | Belag         | Finalgegner    | Ergebnis      |
| --- | ----------------- | ------------ | ------------- | -------------- | ------------- |
| 1.  | 17. April 2005    | Mexiko-Stadt | Hartplatz     | Jeff Morrison  | 6:4, 3:6, 6:3 |
| 2.  | 5. November 2006  | Louisville   | Hartplatz (i) | Stéphane Bohli | 3:6, 6:2, 6:3 |
| 3.  | 18. November 2006 | Champaign    | Hartplatz (i) | Zack Fleishman | 6:3, 6:0      |
| 4.  | 2. Februar 2008   | Dallas       | Hartplatz (i) | Stéphane Bohli | 6:4, 7:5      |
| 5.  | 1. Juni 2008      | Carson       | Hartplatz     | Alex Bogomolow | 7:65, 6:4     |
| 6.  | 7. März 2011      | Sarajevo     | Hartplatz (i) | Karol Beck     | kampflos      |

### Doppel

#### Turniersiege
| Nr. | Datum            | Turnier   | Belag     | Partner            | Finalgegner                  | Ergebnis  |
| --- | ---------------- | --------- | --------- | ------------------ | ---------------------------- | --------- |
| 1.  | 1. August 2004   | Lexington | Hartplatz | Matías Boeker      | Harsh Mankad Jason Marshall  | 7:5, 6:4  |
| 2.  | 23. Oktober 2005 | Calabasas | Hartplatz | Bobby Reynolds     | Zbynek Mlynarik Glenn Weiner | 7:5, 7:64 |
| 3.  | 28. Januar 2012  | Honolulu  | Hartplatz | Travis Rettenmaier | Jack Sock Nicholas Monroe    | 6:4, 7:63 |